# Radio Philippines Network
Radio Philippines Network, Inc. (RPN) ist ein philippinisches Fernseh- und Radiounternehmen mit Sitz in Quezon City. Derzeit ist das Unternehmen mehrheitlich im Besitz der Nine Media Corporation der ALC Group of Companies; zusammen mit anderen Stakeholdern, darunter Presidential Communications Office (PCO) und Far East Managers and Investors Inc. (im Besitz der Familie von Roberto Benedicto). Die Hauptbüros und der Sender des Netzwerks befinden sich in der Panay Avenue, Brgy. South Triangle, ebenfalls in Quezon City. Gegründet von James Lindenberg und vor seiner Privatisierung, war der Schwestersender der derzeitigen staatseigenen und kontrollierten Intercontinental Broadcasting Corporation und früher eine angegliederte Agentur der heutigen PCO, obwohl sie eine Minderheitsbeteiligung von 20 % am Eigentum hatte.
Radio Philippines Network betreibt Fernsehsender, deren Sendezeit von der Muttergesellschaft Nine Media und dem Inhaltsanbieter TV5 Network gemietet wird, und fungiert als Hauptsender von RPTV. RPN betreibt unter der Marke Radyo Ronda auch regionale AM-Radiosender und fungiert als Teilpartner des Schwestersenders DWIZ in Metro Manila.